# Гаянукитта

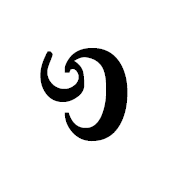

Гаянуки́тта (синг.ගයනුකිත්ත , «похожая на букву гаянна») — внутристрочный диакритический знак в сингальской письменности, ставится после буквы, в комбинации с другими знаками участвует в обозначении нескольких гласных звуков и дифтонгов. 
- Отдельная гаянукитта является огласовкой устаревшей буквы илуянны (гласный ḷ).
- Комбува ха гаянукитта — огласовка буквы ауянна.
- Уянна ха гаянукитта — дирга уянна
- Оянна ха гаянукитта — ауянна

В других языках гаянукитта может быть сопоставлен со знаком аутваму в письменности телугу и каннада. В тамильском роль знака гаянукитта выполняет буква Илланна (ретрофлексная).

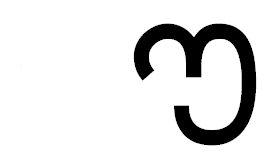
Малаяламская гаянукитта